# 더티 해리 5 - 추적자
《더티 해리 5 - 추적자》(The Dead Pool)는 미국에서 제작된 버디 밴 혼 감독의 1988년 액션, 범죄, 스릴러 영화이다. 클린트 이스트우드 등이 주연으로 출연하였고 데이빗 발데스 등이 제작에 참여하였다.

## 출연

### 주연
- 클린트 이스트우드

### 조연
- 퍼트리샤 클라크슨
- 리암 니슨
- 에반 C. 킴
- 짐 캐리

## 기타
- 원조: 해리 줄리안 핑크
- 원조: 리타 M. 핑크
- 미술: 에드워드 C. 카르파그노
- 세트: 토머스 L. 로이스든
- 배역: 필리스 허프먼

## 한국판 성우진 (MBC, 1993년 11월 27일)
- 박일 - 해리 형사(클린트 이스트우드)
- 이경자 - 사만다 기자(퍼트리샤 클라크슨)
- 이윤연 - 스완 감독(리암 니슨)
- 이종혁 - 쿠안 형사(에반 C. 킴)
- 최병학
- 나성균
- 박소현
- 김용식
- 이도련
- 전임복
- 이종오
- 이인성
- 김관철
- 김영훈
- 박영화
- 안장혁
- 양희문
- 우정신
- 주현영